# Doug Polen
Doug Polen (Detroit, 2 settembre 1960) è un pilota motociclistico statunitense, campione mondiale Superbike nel 1991 e 1992.
Ha corso vittoriosamente anche nel campionato americano Superbike, nel campionato giapponese TT-F1, ed in gare di Endurance.

## Carriera
Corre come privato nel campionato AMA all'inizio degli anni ottanta, prima di smettere per dedicarsi ad affari personali. Nel 1986 torna nel campionato AMA Superbike, gareggiando nel 1988 per il team Yoshimura Suzuki, per poi passare alle gare internazionali.

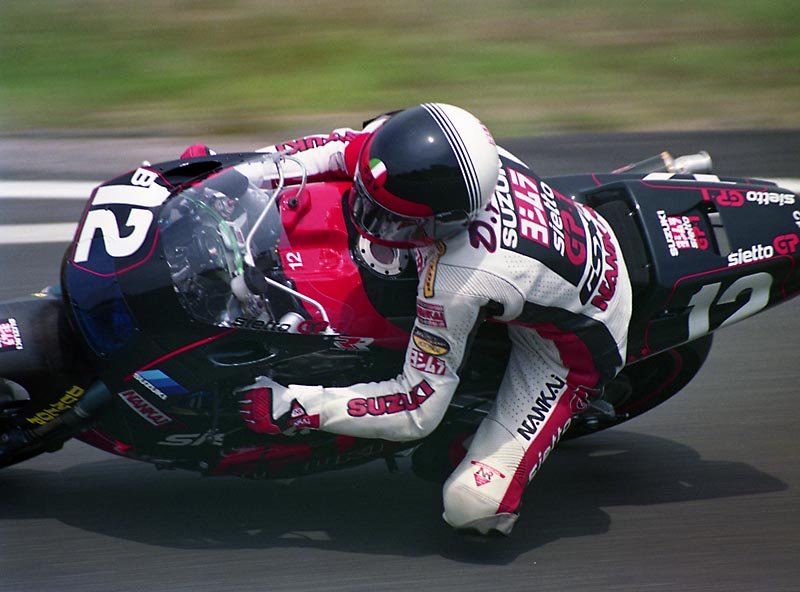
Polen nel 1990 alla 8 ore di Suzuka.

Polen entra nel team Fast By Ferracci Ducati di Eraldo Ferracci, nella SBK del 1990. Dopo aver rescisso il suo contratto per partecipare al mondiale, nel 1991 e nel 1992 vince il titolo iridato.  Nel 1992 arriva anche 3º assoluto nel campionato AMA Superbike. Nel 1993 lascia il mondiale per dedicarsi al campionato nazionale americano AMA Superbike, che vince. Nel 1994 passa al team Honda UK del mondiale Superbike, che lascia all'inizio del 1995, non prima di vincere la prestigiosa 8 ore di Suzuka insieme ad Aaron Slight, con una Honda RC45. Dopo essere tornato nel campionato AMA Superbike, ha partecipato con più continuità al mondiale Endurance, vincendolo nel 1997 in coppia con Peter Goddard e nel 1998 insieme a Christian Lavieille.
Le sue 18 pole position nel campionato AMA Superbike sono state il record fino al 2006 quando Mat Mladin le ha superate. Il record di 13 giri veloci ottenuti in una sola stagione nel mondiale Superbike del 1991 è durato 26 anni, ed è stato migliorato da Jonathan Rea che nel 2017 riesce a mettere a referto 14 giri veloci.
Nel 2009 alla soglia dei 50 anni, torna a correre in una competizione professionistica, partecipando alla prova di Elkhart Lake del campionato AMA Superbike, ottenendo con la Yamaha YZF-R1 del team Four Feathers Racing il tredicesimo posto in gara 1 ed il diciannovesimo in gara 2. Partecipa ad una gara nel contesto del campionato statunitense anche nel 2010, in questa occasione con una Ducati 848 del team Ducshop Racing nella classe Daytona SportBike.

## Risultati in gara

### Campionato mondiale Superbike
| 1988 | Moto   |    |  |  |  |  |  |  |  |  |  |  |  |  |  |  |  |  |  |  |  |  |  |  |  |  |  | Punti | Pos. |
| ---- | ------ | -- |  |  |  |  |  |  |  |  |  |  |  |  |  |  |  |  |  |  |  |  |  |  |  |  |  | ----- | ---- |
| 1988 | Suzuki | SQ |  |  |  |  |  |  |  |  |  |  |  |  |  |  |  |  |  |  |  |  |  |  |  |  |  | 0     |      |

| 1989 | Moto   |  |  |  |  |  |  |  |  |  |  |  |  |   |   |  |  |  |  |  |  |  |  |  |  |  |  | Punti | Pos. |
| ---- | ------ |  |  |  |  |  |  |  |  |  |  |  |  | - | - |  |  |  |  |  |  |  |  |  |  |  |  | ----- | ---- |
| 1989 | Suzuki |  |  |  |  |  |  |  |  |  |  |  |  | 1 | 4 |  |  |  |  |  |  |  |  |  |  |  |  | 33    | 21º  |

| 1990 | Moto   |  |  |  |  |  |  |  |  |  |  |  |  |  |  |   |    |  |  |  |  |  |  |  |  |  |  | Punti | Pos. |
| ---- | ------ |  |  |  |  |  |  |  |  |  |  |  |  |  |  | - | -- |  |  |  |  |  |  |  |  |  |  | ----- | ---- |
| 1990 | Suzuki |  |  |  |  |  |  |  |  |  |  |  |  |  |  | 8 | NP |  |  |  |  |  |  |  |  |  |  | 8     | 48º  |

| 1991 | Moto   |   |     |   |   |       |       |   |   |   |   |   |   |   |   |   |   |   |   |   |   |   |   |   |   |   |   | Punti | Pos. |
| ---- | ------ | - | --- | - | - | ----- | ----- | - | - | - | - | - | - | - | - | - | - | - | - | - | - | - | - | - | - | - | - | ----- | ---- |
| 1991 | Ducati | 1 | Rit | 1 | 1 | [ 6 ] | [ 6 ] | 1 | 1 | 2 | 1 | 1 | 1 | 1 | 1 | 1 | 1 | 4 | 5 | 1 | 2 | 1 | 1 | 1 | 2 | 2 | 1 | 432   | 1º   |

| 1992 | Moto   |   |   |   |   |   |   |   |   |     |   |   |   |   |   |   |   |   |   |   |     |    |   |   |   |   |   | Punti | Pos. |
| ---- | ------ | - | - | - | - | - | - | - | - | --- | - | - | - | - | - | - | - | - | - | - | --- | -- | - | - | - | - | - | ----- | ---- |
| 1992 | Ducati | 2 | 6 | 6 | 4 | 1 | 1 | 5 | 1 | Rit | 1 | 3 | 5 | 2 | 3 | 8 | 1 | 1 | 1 | 1 | Rit | 10 | 5 | 2 | 4 | 1 | 2 | 371   | 1º   |

| 1994 | Moto  |   |   |   |   |    |    |   |   |   |   |   |   |    |    |    |     |    |   |    |     |    |    |  |  |  |  | Punti | Pos. |
| ---- | ----- | - | - | - | - | -- | -- | - | - | - | - | - | - | -- | -- | -- | --- | -- | - | -- | --- | -- | -- |  |  |  |  | ----- | ---- |
| 1994 | Honda | 9 | 7 | 5 | 3 | 12 | 15 | 6 | 7 | 3 | 3 | 4 | 6 | 10 | 16 | 11 | Rit | 11 | 7 | 12 | Rit | 11 | 11 |  |  |  |  | 158   | 4º   |

| 1995 | Moto   |  |  |    |     |  |  |  |  |  |  |     |     |  |  |  |  |  |  |  |  |  |  |  |  |  |  | Punti | Pos. |
| ---- | ------ |  |  | -- | --- |  |  |  |  |  |  | --- | --- |  |  |  |  |  |  |  |  |  |  |  |  |  |  | ----- | ---- |
| 1995 | Ducati |  |  | 17 | Rit |  |  |  |  |  |  | Rit | Rit |  |  |  |  |  |  |  |  |  |  |  |  |  |  | 0     |      |

| Legenda | 1º posto        | 2º posto            | 3º posto           | A punti      | Senza punti        | Grassetto – Pole position Corsivo – Giro più veloce |
| Legenda | Gara non valida | Non qual./Non part. | Ritirato/Non class | Squalificato | '-' Dato non disp. | Grassetto – Pole position Corsivo – Giro più veloce |

### Motomondiale
| 1989 | Classe | Moto   |     |  |  |  |  |  |  |  |  |  |  |  |  |  |  | Punti | Pos. |
| ---- | ------ | ------ | --- |  |  |  |  |  |  |  |  |  |  |  |  |  |  | ----- | ---- |
| 1989 | 500    | Suzuki | Rit |  |  |  |  |  |  |  |  |  |  |  |  |  |  | 0     |      |

| Legenda | 1º posto        | 2º posto            | 3º posto            | A punti      | Senza punti        | Grassetto – Pole position Corsivo – Giro più veloce |
| Legenda | Gara non valida | Non qual./Non part. | Ritirato/Non class. | Squalificato | '-' Dato non disp. | Grassetto – Pole position Corsivo – Giro più veloce |